# 胶河经济区
胶河经济区是中华人民共和国山东省青岛市黄岛区下辖的一个经济区，为原胶河镇改制。胶河经济区管委驻地六汪镇柏乡三村。

## 历史沿革
胶河经济区汉代有祝兹国（吕雉其弟曾为祝兹国国王）故城。旧时称城外为四乡，经济区驻地原村落位于城北，故称北乡。后国除城废，演变为柏乡。1987年柏乡更名为胶河乡。1995年1月，胶河乡撤乡设镇改为胶河镇。2001年2月15日，胶河镇撤消，成立胶河经济区，原辖区域不变。